# قلب‌های بی‌باک
قلب‌های بی‌باک (به تامیلی: Anjatha Nenjangal) و (به انگلیسی: Fearless hearts) فیلمی هندی محصول سال ۱۹۸۱ و به کارگردانی آر. تیاگاراجان است. در این فیلم بازیگرانی همچون سومان، کی. آر ویجایا، ساریتا و وانیتا کریشناچاندران ایفای نقش کرده‌اند.